# 2 Brygada Artylerii Haubic

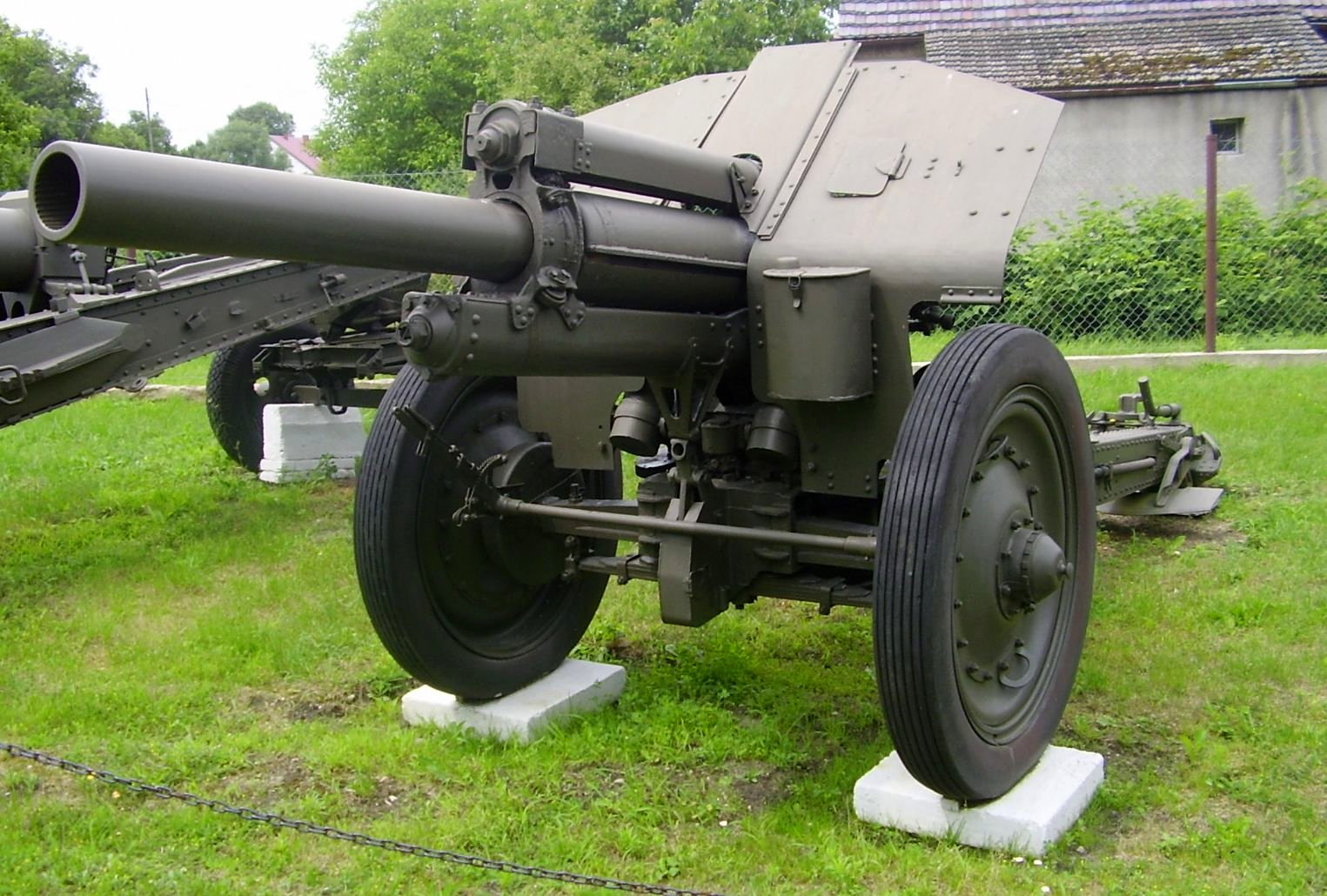
122 mm haubica wz. 1938 (M-30)

2 Pomorska Brygada Artylerii Haubic (2 BAH) – związek taktyczny artylerii ludowego Wojska Polskiego.

## Formowanie i zmiany organizacyjne
Brygada została sformowana w rejonie Sum i Buhrynia na podstawie rozkazu nr 001 dowódcy 1 Armii Polskiej w ZSRR 1 kwietnia 1944. W listopadzie 1944 roku w Sumach żołnierze brygady złożyli przysięgę. 19 lutego 1945 Naczelny Dowódca Armii Czerwonej nadał brygadzie nazwę wyróżniającą „Warszawska”, a 4 maja 1945 roku – nazwę wyróżniającą „Pomorska”.
30 kwietnia 1945 roku brygada weszła w skład 5 Dywizji Artylerii.
W październiku brygada została rozformowana. Na jej bazie został sformowany 73 pułk artylerii haubic. Z nadwyżek stanów osobowych i sprzętu, pozostałych po likwidacji brygady, został utworzony 90 pułk artylerii haubic.

## Dowódca
- płk Kazimierz Wikienitiew[b]

## Skład
- dowództwo 2 Brygady Artylerii Haubic
- 7 pułk artylerii haubic
- 8 pułk artylerii haubic
- 9 pułk artylerii haubic
- park artyleryjski 2 Brygady Artylerii Haubic

Stan etatowy liczył 2036 żołnierzy, w tym 237 oficerów, 572 podoficerów 1227 szeregowców.
sprzęt:
- 122 mm haubice – 60
- rusznice przeciwpancerne – 60
- karabiny maszynowe – 30
- samochody – 240

## Działania bojowe
Pierwszą walkę brygada stoczyła w lipcu 1944 wspierając natarcie oddziałów radzieckich nad Turią i Bugiem. Na początku sierpnia uczestniczyła w walkach o uchwycenie przyczółków na Wiśle pod Puławami. We wrześniu brała udział w walkach na przyczółku warecko-magnuszewskim, a następnie w rejonie Karczewa i Międzylesia. Na początku stycznia 1945 brygada wspierała działania wojsk radzieckich nad Wisłą, a następnie uczestniczyła w działaniach 1 Armii WP w operacji warszawskiej, o Wał Pomorski, Kołobrzeg i w obronie wybrzeża Bałtyku. Brygada do walk o Berlin została wprowadzona 27 kwietnia 1945 i wspierała oddziały 1 Armii WP na szlaku od Odry do Kanału Hohenzollernów. Brała również udział w wyzwoleniu obozu koncentracyjnego Sachsenhausen-Oranienburg.
W czasie walk o Berlin artylerzyści brygady walczyli w pierwszej linii, a w walkach wyróżniły się 5 i 2 bateria 7 pah. W ostatnim dniu walk o Berlin jedne oddziały brygady znalazły się w Tiergartenie, drugie nad Szprewą, w rejonie stacji kolei miejskiej Bellevue oraz przed pałacem o tej samej nazwie. Brygada do końca wspierała oddziały radzieckie i polskie, które nacierały w rejonie Reichstagu i Bramy Brandenburskiej. Po kapitulacji miasta, artylerzyści zawieszali na tych obiektach biało-czerwone flagi dla upamiętnienia swego udziału w jego szturmie.
Po zakończeniu walk o Berlin brygada wykonała 70-kilometrowy marsz do wsi Klessin położonej na zachód od Friesack, powracając do 1 Armii WP.
Za wzorowe wykonywanie zadań bojowych w Berlinie brygada odznaczona została Krzyżem Grunwaldu II klasy.
|  |  |  |  |  |

|  |  |  |